# Карс (парафія, Нью-Брансвік)
Карс (англ. Kars) — парафія в Канаді, у провінції Нью-Брансвік, у складі графства Кінгс.

## Населення
За даними перепису 2016 року, парафія нараховувала 325 осіб, показавши скорочення на 20,1%, порівняно з 2011-м роком. Середня густина населення становила 4,3 осіб/км².
З офіційних мов обидвома одночасно володіли 25 жителів, тільки англійською — 295. Усього 5 осіб вважали рідною мовою не одну з офіційних.
Працездатне населення становило 48% усього населення, рівень безробіття — 8,3% (0% серед чоловіків та 18,2% серед жінок). 91,7% осіб були найманими працівниками, а 12,5% — самозайнятими.
Середній дохід на особу становив $43 986 (медіана $28 256), при цьому для чоловіків — $57 041, а для жінок $28 616 (медіани — $37 504 та $21 312 відповідно).
22,4% мешканців мали закінчену шкільну освіту, не мали закінченої шкільної освіти — 18,4%, 59,2% мали післяшкільну освіту, з яких 17,2% мали диплом бакалавра, або вищий.
| Статево-вікова структура населення | Статево-вікова структура населення | Статево-вікова структура населення | Статево-вікова структура населення | Статево-вікова структура населення |
| ---------------------------------- | ---------------------------------- | ---------------------------------- | ---------------------------------- | ---------------------------------- |
|                                    |                                    |                                    |                                    |                                    |
| Всього                             | Всього                             | 50,0%                              |                                    |                                    |
| 0 — 14 років                       | 0 — 14 років                       |                                    | 10,8%                              | 10,8%                              |
| 15 — 64 років                      | 15 — 64 років                      |                                    | 64,6%                              | 64,6%                              |
| 65 і більше                        | 65 і більше                        |                                    | 24,6%                              | 24,6%                              |
| 85 і більше                        | 85 і більше                        |                                    | 1,5%                               | 1,5%                               |
| Середній вік (років)               | Середній вік (років)               | 49,048,1                           | 48,5                               | 48,5                               |
| Медіана (років)                    | Медіана (років)                    | 54,853,0                           | 54,1                               | 54,1                               |
| — чоловіки — жінки                 |                                    |                                    |                                    |                                    |

| Походження мешканців:     | Походження мешканців:     | Походження мешканців: | Походження мешканців: | Походження мешканців: |
| ------------------------- | ------------------------- | --------------------- | --------------------- | --------------------- |
| Походження                |                           |                       | осіб                  | %                     |
| Корінні американці        | Корінні американці        |                       | 10                    | 3.39%                 |
| Інше північноамериканське | Інше північноамериканське |                       | 125                   | 42.37%                |
| Європейське               | Європейське               |                       | 240                   | 81.36%                |
| британське                | британське                |                       | 210                   | 71.19%                |
| французьке                | французьке                |                       | 40                    | 13.56%                |
| Африканське               | Африканське               |                       | 10                    | 3.39%                 |

| Зайнятість населення за галузями (за класифікацією NOC): | Зайнятість населення за галузями (за класифікацією NOC): | Зайнятість населення за галузями (за класифікацією NOC): | Зайнятість населення за галузями (за класифікацією NOC): | Зайнятість населення за галузями (за класифікацією NOC): |
| -------------------------------------------------------- | -------------------------------------------------------- | -------------------------------------------------------- | -------------------------------------------------------- | -------------------------------------------------------- |
|                                                          |                                                          |                                                          |                                                          |                                                          |
| Управління                                               | Управління                                               |                                                          | 8%                                                       | 8%                                                       |
| Бізнес, фінанси та адміністрування                       | Бізнес, фінанси та адміністрування                       |                                                          | 8%                                                       | 8%                                                       |
| Природничі та прикладні науки                            | Природничі та прикладні науки                            |                                                          | 8%                                                       | 8%                                                       |
| Охорона здоров'я                                         | Охорона здоров'я                                         |                                                          | 8%                                                       | 8%                                                       |
| Освіта, правозахист, муніципальні та урядові служби      | Освіта, правозахист, муніципальні та урядові служби      |                                                          | 20%                                                      | 20%                                                      |
| Роздрібна торгівля та послуги                            | Роздрібна торгівля та послуги                            |                                                          | 12%                                                      | 12%                                                      |
| Гуртова торгівля, транспорт та обладнання                | Гуртова торгівля, транспорт та обладнання                |                                                          | 32%                                                      | 32%                                                      |

## Клімат
Середня річна температура становить 5,7°C, середня максимальна – 22,6°C, а середня мінімальна – -13,8°C. Середня річна кількість опадів – 1 200 мм.
| Клімат поселення                              | Клімат поселення | Клімат поселення | Клімат поселення | Клімат поселення | Клімат поселення | Клімат поселення | Клімат поселення | Клімат поселення | Клімат поселення | Клімат поселення | Клімат поселення | Клімат поселення | Клімат поселення |
| Показник                                      | Січ.             | Лют.             | Бер.             | Квіт.            | Трав.            | Черв.            | Лип.             | Серп.            | Вер.             | Жовт.            | Лист.            | Груд.            |                  |
| Середній максимум, °C                         | −2,96            | −1,72            | 3,35             | 9,40             | 15,64            | 20,71            | 22,56            | 22,18            | 17,60            | 11,84            | 6,25             | −0,75            |                  |
| Середня температура, °C                       | −8,39            | −7,14            | −2,07            | 3,97             | 10,22            | 15,29            | 18,64            | 18,27            | 13,68            | 7,93             | 2,36             | −4,65            |                  |
| Середній мінімум, °C                          | −13,8            | −12,56           | −7,49            | −1,44            | 4,80             | 9,86             | 14,74            | 14,36            | 9,78             | 4,01             | −1,56            | −8,56            |                  |
| Норма опадів, мм                              | 121              | 81               | 108              | 94               | 99               | 86               | 89               | 70               | 104              | 114              | 114              | 120              |                  |
| Середньомісячна швидкість вітру, м/с          | 3.70             | 3.70             | 3.85             | 3.73             | 3.37             | 2.98             | 2.66             | 2.50             | 2.80             | 3.20             | 3.47             | 3.70             |                  |
| Середньомісячна сонячна радіація, кДж/м²·день | 5366             | 8616             | 12271            | 15265            | 18170            | 20276            | 19940            | 17699            | 13291            | 8538             | 5099             | 4139             |                  |
| --------------------------------------------- | ---------------- | ---------------- | ---------------- | ---------------- | ---------------- | ---------------- | ---------------- | ---------------- | ---------------- | ---------------- | ---------------- | ---------------- | ---------------- |
| Джерело:                                      |                  |                  |                  |                  |                  |                  |                  |                  |                  |                  |                  |                  |                  |